# يوميكو تشنغ
يوميكو تشنغ (بالصينية: 鄭希怡) هي كاتبة غنائية ومغنية وممثلة صينية، ولدت في 6 سبتمبر 1981 بشانغهاي في الصين.

## وصلات خارجية
- يوميكو تشنغ على موقع IMDb (الإنجليزية)
- يوميكو تشنغ على موقع ميوزك برينز (الإنجليزية)
- يوميكو تشنغ على موقع ديسكوغز (الإنجليزية)
- يوميكو تشنغ على موقع قاعدة بيانات الفيلم (الإنجليزية)